# Myles Ferguson
Myles Steven Ferguson (* 3. Januar 1981 in North Vancouver, British Columbia; † 29. September 2000) war ein kanadischer Fernseh- und Filmschauspieler. Er war insbesondere für seinen Rollen als Kinderdarsteller bekannt und starb im Alter von 19 Jahren an den Folgen eines Verkehrsunfalls.

## Leben
Er wurde als Kind von Mike und Karen Ferguson geboren. Seine erste Rolle hatte er 1994 in dem Fernsehfilm Avalanche – Geisel im Schnee. Es folgten Rollen in Kino- und Fernsehfilmen sowie in Fernsehserien. Zu den Fernsehserien, in denen er Gastrollen übernahm, zählen Akte X – Die unheimlichen Fälle des FBI, Highlander und Poltergeist – Die unheimliche Macht.
Der aufstrebende Schauspieler starb bereits mit 19 Jahren an den Folgen eines Autounfalls. Zuvor hatte er eine Woche im Koma gelegen und sich drei Operationen unterzogen.
Ferguson war nicht der einzige Schauspieler in der Familie, auch seine Cousine Lauren Lee Smith (* 1981) ist in zahlreichen Kinofilmen (u. a. One Way) und Fernsehserien zu sehen.

## Filmografie (Auswahl)
- 1994: Avalanche – Geisel im Schnee (Avalanche)
- 1995: Little Criminals
- 1999: Im Zweifel für die Angeklagten (Question of Privilege)
- 1999: Schnee, der auf Zedern fällt (Snow Falling on Cedars)
- 2001:  Edgemont (Fernsehserie)